# Mistrzostwa Świata U-19 w Rugby Union Mężczyzn 1983
Mistrzostwa Świata U-19 w Rugby Union Mężczyzn 1983 – piętnaste mistrzostwa świata U-19 w rugby union mężczyzn zorganizowane przez FIRA, które odbyły się w Casablance w dniach od 29 marca do 3 kwietnia 1983 roku.

## Klasyfikacja końcowa
| Miejsce | Reprezentacja  |
| ------- | -------------- |
| 1       | Francja U-19   |
| 2       | Włochy U-19    |
| 3       | Hiszpania U-19 |
| 4       | RFN U-19       |
| 5       | Maroko U-19    |
| 6       | Tunezja U-19   |